# MBC충북 오후의 발견
MBC충북 오후의 발견은 MBC충북 청주 FM4U, MBC충북 충주 FM4U(청주 FM 99.7㎒, 충주 FM 88.7㎒)에서 방송했던 대중음악 전문 라디오 프로그램이다.

## 역사
2018년 4월 9일에 첫방송을 시작했으며, 원래는 매일 방송이었으나, 2020년 6월 29일부터 평일 방송으로 축소되어 방송하다가, 2021년 10월 29일 방송을 마지막으로 3년만에 폐지되었다.

## 역대 방송시간
| 방송 채널    | 방송 기간                          | 방송 시간                  |
| ------------ | ---------------------------------- | -------------------------- |
| MBC충북 FM4U | 2018년 4월 9일 ~ 2020년 6월 28일   | 매일 오후 4:00 ~ 저녁 6:00 |
| MBC충북 FM4U | 2020년 6월 29일 ~ 2021년 10월 29일 | 평일 오후 4:00 ~ 저녁 6:00 |

## 역대 DJ
- 1대 : 김지윤 아나운서
- 2대 : 정미정 아나운서

## 같이 보기
- MBC충북 청주방송국
- MBC충북 충주방송국
- MBC FM4U
- 이지혜의 오후의 발견